# Sexbierumervaart
De Sexbierumervaart (Fries: Seisbierrumer Feart) is een kanaal in de gemeenten Harlingen en Waadhoeke in het noordwesten van de provincie Friesland (Nederland).

## Beschrijving
De Sexbierumervaart begint vanuit de Kromme Gracht in Franeker, en loopt daaruit noordwestwaarts door de stad. Voorbij Franeker kruist het de A31, waarbij een stuk van het kanaal gedempt is. Vervolgens loopt het kanaal langs Getswerdersyl en de Slachtedijk. De Sexbierumervaart gaat daarna westwaarts verder door de Riedpolder ten zuiden van Sexbierum richting Wijnaldum. Halverwege kruist het kanaal de Opvaart (Seisbierrumer Opfeart) richting Sexbierum.
Bij Wijnaldum ten noorden van het dorp kruist de Sexbierumervaart de Roptavaart (Roptafeart), die loopt langs de Ropta State naar de Dijkvaart bij de Waddenzee. Voorbij Wijnaldum loopt de Sexbierumervaart verder langs de N393 en de N390 om dan bij Harlingen ten westen van Midlum uit te monden in het Van Harinxmakanaal. De Sexbierumervaart maakt deel uit van de Elfstedentochtroute op de schaats. 
De Friese naam Seisbierrumer Feart geldt in de gemeente Franekeradeel sinds 15 maart 2007 als de officiële naam. In de gemeente Harlingen is de Nederlandse naam Sexbierumervaart officieel gebleven.

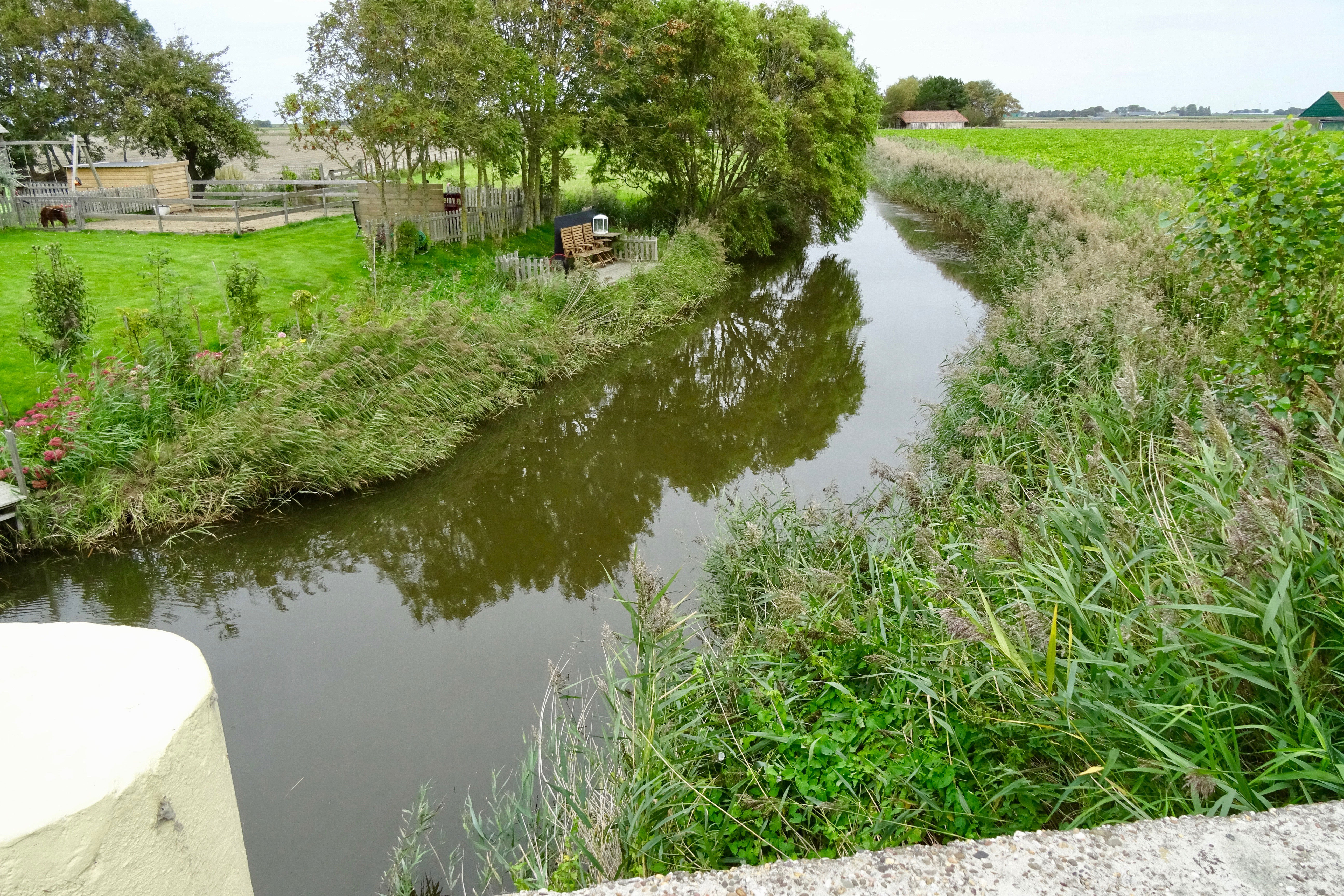
Bij Wijnaldum
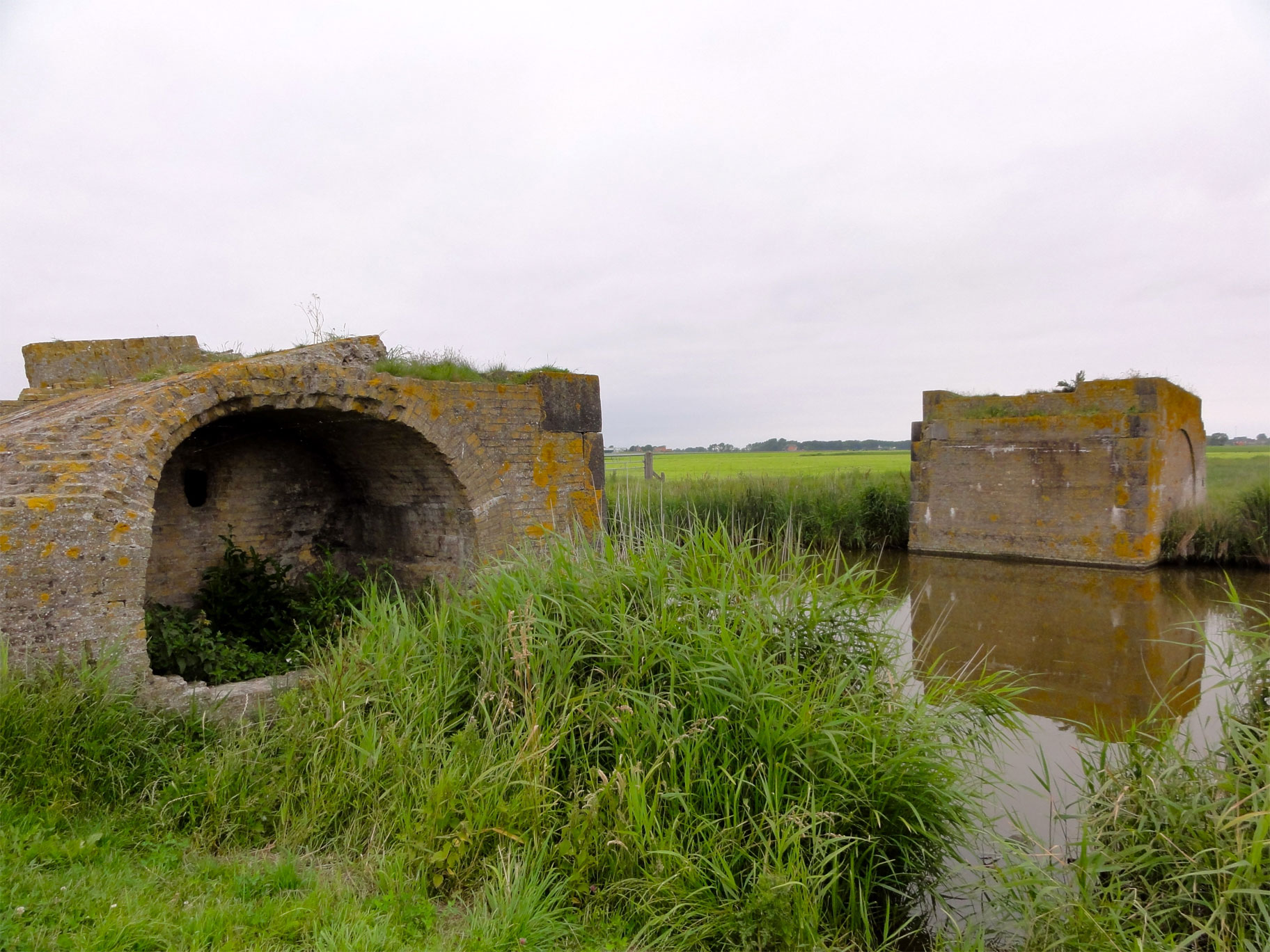
Restanten van een spoorbrug over de Sexbierumervaart

Zwette · Stadsgracht (Sneek) · Geeuw · Wijddraai · Wijde Wijmerts · Nauwe Wijmerts · Noorder Ee · Ee (Woudsend) · Slotermeer · Slotergat · Slotermeer · Luts · Van Swinderenvaart · Spookhoekstervaart · Rijstervaart · Oud-Karre · Johan Frisokanaal · Morra · Johan Frisokanaal · Noorderdijkvaart · Het Wijd · De Gronzen · Indijk · Zijlroede (Hindeloopen) · Oude Oostervaart · Dijkvaart · Horsa · Burevaart · Diepe Dolte · Workumertrekvaart · Het Kruiswater · Stadsgracht (Bolsward) · Witmarsumervaart · Harlingervaart · Bolswardervaart · Zuidoostersingel · Noordoostersingel · Noordergracht (Harlingen) · Van Harinxmakanaal · Sexbierumervaart · Noordergracht (Franeker) · Dongjumervaart · Ried · Berlikumerwijd · Moddergat · Wierzijlsterrak · Blikvaart · Zuidhoekstervaart · Ouwe Rij · Leistervaart · Finkumervaart · Dokkumer Ee · Het Kleindiep · Dokkumer Ee · Oudkerkstervaart · Murk · Ouddeel · Bonkevaart (finish)